# Chaperiopsis transversalis
Chaperiopsis transversalis är en mossdjursart som först beskrevs av Canu och Bassler 1929.  Chaperiopsis transversalis ingår i släktet Chaperiopsis och familjen Chaperiidae. Inga underarter finns listade i Catalogue of Life.